# Анґела Бюрґіс
Анґела Бюрґіс (нар. 3 листопада 1979) — колишня швейцарська тенісистка.
Найвищу одиночну позицію світового рейтингу — 424 місце досягла 30 вересня 1996, парну — 349 місце — 8 грудня 1997 року.
Здобула 1 одиночний та 1 парний титул.

## Фінали ITF

### Одиночний розряд: 2 (1–1)
| Результат | Ранг | Дата           | Турнір           | Покриття | Суперниця      | Рахунок  |
| --------- | ---- | -------------- | ---------------- | -------- | -------------- | -------- |
| Поразка   | 1.   | 2 березня 1996 | Преторія, ПАР    | Тверде   | Джессіка Стек  | 3–6, 2–6 |
| Перемога  | 1.   | 13 травня 1996 | Тортоса, Іспанія | Ґрунт    | Зільке Франкль | 6–1, 6–1 |

### Парний розряд: 4 (1–3)
| Результат | Ранг | Дата            | Турнір                  | Покриття | Партнерка        | Суперниці                            | Рахунок          |
| --------- | ---- | --------------- | ----------------------- | -------- | ---------------- | ------------------------------------ | ---------------- |
| Поразка   | 1.   | 11 березня 1996 | Хараре, Зімбабве        | Тверде   | Урсула Светлік   | Одра Бреннон Dana Evans              | 3–6 6–4, 4–6     |
| Перемога  | 1.   | 2 грудня 1996   | Острава, Чехія          | Килим    | Нікола Губнерова | Габріела Хмелінова Сабіне Радевіцова | 2–6, 7–6(3), 6–1 |
| Поразка   | 2.   | 29 вересня 1997 | Лангенталь, Швейцарія   | Килим    | Діане Асенсіо    | Магдалена Кучерова Гелена Вілдова    | 5–7, 4–6         |
| Поразка   | 3.   | 6 жовтня 1997   | Біль (місто), Швейцарія | Килим    | Діане Асенсіо    | Керстін Марент Зузі Лорманн          | 6–2, 0–6, 4–6    |